# Leonardo Donaggio
Leonardo Donaggio (ur. 23 września 2003 w Wenecji) – włoski narciarz dowolny specjalizujący się w slopestyle'u i big airze, olimpijczyk z Pekinu 2022.

## Udział w zawodach międzynarodowych
| Impreza                     | Rok  | Miejsce | Konkurencja | Miejsce |                      |      |       |         |    |
| --------------------------- | ---- | ------- | ----------- | ------- | -------------------- | ---- | ----- | ------- | -- |
| Impreza                     | Rok  | Miejsce | Konkurencja | Miejsce | Igrzyska olimpijskie | 2022 | Pekin | big air | 5. |
| slopestyle                  | 18.  |         |             |         | Igrzyska olimpijskie | 2022 | Pekin |         |    |
| Mistrzostwa świata          | 2021 | Aspen   | big air     | 25.     |                      |      |       |         |    |
| Mistrzostwa świata          | 2021 | Aspen   | slopestyle  | 39.     |                      |      |       |         |    |
| Mistrzostwa świata juniorów | 2019 | Kläppen | big air     | DNS     |                      |      |       |         |    |
| Mistrzostwa świata juniorów | 2019 | Kläppen | slopestyle  | 23.     |                      |      |       |         |    |